# 밀그램 프로젝트
《밀그램 프로젝트》(Experimenter)는 2015년 공개된 미국의 영화이다. 마이클 알메레이다가 감독 밑 각본을 맡은 작품으로, 스탠리 밀그램의 밀그램 실험을 바탕으로 만든 전기 영화이다.

## 출연

### 주연
- 피터 사즈가드
- 위노나 라이더
- 안톤 옐친
- 타린 매닝
- 켈란 루츠

### 조연
- 존 레귀자모
- 로리 싱어
- 조쉬 해밀턴
- 안소니 에드워즈
- 데니스 헤이스버트
- 짐 개피건
- 에도아르도 발레리니
- 도니 케샤워즈
- 에밀리 트레맨
- 본디 커티스 홀
- 프랭크 하츠